# Fenofibrato/pravastatina
Fenofibrato/pravastatina, vendido bajo la marca Pravafenix, es un medicamento combinado para el tratamiento de la hipercolesterolemia (niveles altos de colesterol en sangre) en adultos cuyo colesterol de lipoproteínas de baja densidad (LDL) ya está controlado con pravastatina sola, pero que aún necesitan mejorar sus niveles de colesterol y reducir sus niveles de triglicéridos. Contiene fenofibrato y pravastatina. Se toma por vía oral.
Los efectos secundarios más frecuentes son distensión abdominal (hinchazón), dolor abdominal (dolor de estómago), estreñimiento, diarrea, sequedad de boca, dispepsia (ardor de estómago), (eructos), flatulencia (gases), náuseas (sensación de malestar), molestias abdominales, vómitos y aumento de los niveles de enzimas hepáticas en sangre.  
El fenofibrato es un agonista del receptor activado por el proliferador de peroxisomas (PPAR).Activa un tipo de receptor denominado receptor alfa activado por el proliferador de peroxisomas, que interviene en la descomposición de las grasas de la dieta, especialmente los triglicéridos.Cuando se activan los receptores, se acelera la descomposición de las grasas, lo que ayuda a limpiar la sangre de colesterol y triglicéridos.
La pravastatina pertenece al grupo de las estatinas.Reduce el colesterol total en sangre bloqueando la acción de la 3-hidroxi-3-metil-glutaril-coenzima-A (HMG-CoA) reductasa, una enzima del hígado que interviene en la producción de colesterol. Como el hígado necesita colesterol para producir bilis, la reducción del nivel de colesterol en sangre hace que las células hepáticas produzcan receptores que extraen colesterol de la sangre, reduciendo aún más su nivel.El colesterol extraído de la sangre de esta forma es el colesterol LDL.

## Usos médicos
El fenofibrato/pravastatina está indicado para el tratamiento de adultos con alto riesgo de cardiopatía isquémica con dislipidemia mixta caracterizada por niveles elevados de triglicéridos y bajos de colesterol-HDL (C) cuyos niveles de colesterol-LDL están adecuadamente controlados mientras reciben un tratamiento con pravastatina 40 mg en monoterapia.

## Sociedad y cultura

### Estatus legal
En enero de 2011, el Comité de Medicamentos de Uso Humano (CHMP) de la Agencia Europea de Medicamentos (EMA) adoptó un dictamen positivo, recomendando la concesión de una autorización de comercialización para el medicamento Pravafenix, fenofibrato/pravastatina, 160 mg/40 mg, cápsula dura, destinado al tratamiento de pacientes adultos con alto riesgo de enfermedad coronaria (EC) y dislipidemia mixta caracterizada por niveles elevados de triglicéridos y bajos de colesterol HDL, cuyos niveles de colesterol LDL estén adecuadamente controlados en monoterapia con pravastatina 40 mg. El solicitante de este medicamento es Laboratoires S.M.B. S.A. El uso de fenofibrato/pravastatina se aprobó en la Unión Europea en abril de 2011.

## Otras lecturas
- Farnier M (May 2012). «Pravastatin and fenofibrate in combination (Pravafenix) for the treatment of high-risk patients with mixed hyperlipidemia». Expert Rev Cardiovasc Ther 10 (5): 565-75. PMID 22651832. doi:10.1586/erc.12.37.
- Hernández Mijares A (July 2014). «[Combination of pravastatin and fenofibrate (Pravafenix). Safety studies]». Clin Investig Arterioscler. 26 Suppl 1: 25-30. PMID 25043544. doi:10.1016/S0214-9168(14)70023-3.